# Erlembaldo Cotta
Erlembaldo Cotta (XI secolo – Milano, 15 aprile 1075) è stato un militare e politico italiano, il capo del movimento dei Patarini attivo nell'arcidiocesi di Milano nell'XI secolo. Viene venerato come santo dalla Chiesa cattolica che lo ricorda il 27 luglio.

## Biografia
Fratello di Landolfo, suddiacono di Milano, Erlembaldo apparteneva alla famiglia capitaneale dei Cotta, vassalli dell'arcidiocesi. Le prime notizie che si hanno della sua carriera militare lo citano come "capitano del popolo". Nel 1063 tornò da un pellegrinaggio in Terra santa con l'intenzione di diventare monaco, ma il diacono Arialdo lo convinse a prendere il posto del fratello alla testa del movimento dei Patarini.
Nel 1064 si recò a Roma per conferire con papa Alessandro II e confermargli il proprio appoggio. Al suo ritorno a Milano, si stabilì in un palazzo nei pressi della chiesa di San Vittore. Con l'approvazione del papa, si fece promotore dell'opposizione all'arcivescovo del tempo Guido da Velate, accusandolo di non agire contro la simonia. Guido organizzò la resistenza contro i Patarini ottenendo il sostegno della popolazione e costringendo Arialdo alla fuga verso Pavia; il diacono, a un certo punto, si rifugiò a Legnano nel castello dei Cotta, accolto da Erlembaldo: qui venne individuato e tradito da un prete suo seguace e quindi dato in custodia all'arcivescovo. Fu quindi portato ad Arona e ucciso; il suo corpo venne gettato nel Lago Maggiore. Il 3 maggio 1067 Erlembaldo ne recuperò le spoglie e il 17 maggio le seppellì nella chiesa di San Celso, riabilitandone così la memoria. Un legato papale giunse poi a dare sostegno a Erlembaldo presso la congregazione Vallombrosana.
Nel 1069 Erlembaldo rifiutò di riconoscere come lsuccessore di Guido da Velate Gotofredo da Castiglione, nominato arcivescovo dall'imperatore Enrico IV, e ne assediò il castello. Il fatto fece scoppiare violente reazioni a Milano e Gotofredo venne arrestato. Nello stesso anno Guido pretese la restituzione dell'arcidiocesi da Erlembaldo, ma il capo patarino rifiutò e anzi, il 6 gennaio 1072, scelse come arcivescovo Attone al posto di Gotofredo, che aveva perso anche l'appoggio di Enrico, occupato a far fronte alle rivolte interne in Sassonia. Gotofredo dovette cedere perciò la sede di Milano a papa Gregorio VII, che confermò la nomina di Attone, anche se la diocesi continuava a rimanere priva di un arcivescovo residente, dato che Attone rimase al sicuro a Roma.
Erlembaldo era così al culmine del potere e cominciò a pretendere la modificazione dei riti ambrosiani, in particolare (nel giovedì santo del 1074 e 1075) consacrando da sé il crisma e rifiutando quello consacrato da quelli che egli riteneva preti simoniaci e nicolaiti (in realtà, per antica tradizione, a Milano continuavano ad essere ordinati preti uomini sposati). Venuto in odio a molti chierici, che non tolleravano l'ingerenza di un laico nei riti, e a molti cittadini che lo vedevano come un agente del papa venuto a minacciare l'indipendenza della Chiesa ambrosiana, Erlembaldo fu assalito dai suoi nemici in armi poco dopo la Pasqua e ucciso. Secondo il cronista milanese Arnolfo, suo oppositore politico e difensore delle tradizioni milanesi, il corpo di Erlembaldo fu spogliato e colpito con bastoni e pietre, e gli fu negato persino il funerale. I suoi seguaci lo seppellirono nella chiesa di San Celso, loro roccaforte. Quando papa Urbano II venne in visita a Milano tra il 6 ed il 26 maggio 1095, presenziò alla traslazione della salma di Erlembaldo nella chiesa di San Dionigi, di fatto canonizzandolo e facendone oggetto di propaganda della prima crociata. Le reliquie di Erlembaldo vennero poi traslate nel Duomo nel 1528.